# Margherita di Savoia
Margherita di Savoia es una localidad italiana de la provincia de Barletta-Andria-Trani, región de Puglia, con 54.333 habitantes.

## Evolución demográfica
| Gráfica de evolución demográfica de Margherita di Savoia entre 1861 y 2001 |
|                                                                            |
| Fuente ISTAT - elaboración gráfica de Wikipedia                            |